# Osakis
Osakis és una població dels Estats Units a l'estat de Minnesota. Segons el cens del 2000 tenia 1.567 habitants.

## Demografia
Segons el cens del 2000, Osakis tenia 1.567 habitants, 661 habitatges, i 405 famílies. La densitat de població era de 301 habitants per km².
Dels 661 habitatges en un 26,2% hi vivien nens de menys de 18 anys, en un 50,2% hi vivien parelles casades, en un 7,4% dones solteres, i en un 38,7% no eren unitats familiars. En el 34,8% dels habitatges hi vivien persones soles el 22,4% de les quals corresponia a persones de 65 anys o més que vivien soles. El nombre mitjà de persones vivint en cada habitatge era de 2,23 i el nombre mitjà de persones que vivien en cada família era de 2,84.
Per edats la població es repartia de la següent manera: un 22% tenia menys de 18 anys, un 6,8% entre 18 i 24, un 21,4% entre 25 i 44, un 20,2% de 45 a 60 i un 29,7% 65 anys o més.
L'edat mediana era de 45 anys. Per cada 100 dones de 18 o més anys hi havia 85 homes.
La renda mediana per habitatge era de 29.833 $ i la renda mediana per família de 38.864 $. Els homes tenien una renda mediana de 28.819 $ mentre que les dones 20.000 $. La renda per capita de la població era de 15.212 $. Entorn del 5,6% de les famílies i el 9,1% de la població estaven per davall del llindar de pobresa.

## Poblacions més properes
El següent diagrama mostra les poblacions més properes.